# Gare de Gabian
Gare de Gabian vasútállomás Franciaországban, Gabian településen.

## Vasútvonalak
Az állomást az alábbi vasútvonalak érintik:

## Kapcsolódó állomások
A vasútállomáshoz az alábbi állomások vannak a legközelebb: